# Lange Welle (Schunter)
Die Lange Welle ist ein 11,7 km langer Bach im Landkreis Helmstedt in Niedersachsen, der in Helmstedt am Lappwald als Großer Graben entspringt und nach überwiegend nordwestlichem Verlauf bei Süpplingenburg von rechts als Mittelgraben in die Schunter mündet.

## Geographie

### Verlauf
Der Große Graben entspringt am Westrand des Lappwalds im südlichen Stadtgebiet Helmstedts nahe dem Magdeburger Tor und der Bundesstraße 1. Er fließt vorwiegend in westliche Richtung, vereint sich am Nordrand des Lappwaldsees mit anderen Bächen aus dem Tagebaugebiet und dem Elz und wendet sich nunmehr als Lange Welle in der Senke zwischen Lappwald und Elz nach Nordwesten. Sie unterquert die Bahnstrecke nach Braunschweig, den Elzweg sowie die B1. Bei Emmerstedt nimmt sie den von rechts aus dem Helmstedter Stadtgebiet stammenden Mühlengraben auf. Zwischen Emmerstedt und Süpplingenburg strömt der Brunsolgraben hinzu, der den nördlichen Bereich des Lappwalds entwässert und etwa ein Drittel zum Einzugsgebiet der Langen Welle beiträgt. Wenige hundert Meter weiter verzweigt sich der Bach in den nördlichen Fließegraben und den wasserreicheren Mittelgraben, die sich unterhalb des Dorm nach Westen wenden. Beide Arme münden nordwestlich von Süpplingenburg bei den Klärteichen in die Schunter.

### Bezeichnung
Die Bezeichnung als Lange Welle ist in den amtlichen Unterlagen nicht einheitlich: In der Amtlichen Karte der Niedersächsischen Landesvermessung erhält sie ihren Namen erst unterhalb des Zuflusses des Mühlengrabens, in der Topographischen Karte 1:25 000 (TK25) des gleichen Erstellers dagegen bereits nach Aufnahme des Gittelbergbachs im Bereich des Elzweges. Bis dorthin wird die Bezeichnung Großer Graben geführt. In der Kartierung des Gewässernetzes wird die TK25 als Grundlage und Namensgebung verwendet. Im Gewässergütebericht von 2002 wird der Zusammenfluss von Großer Graben und Mühlengraben als Quellpunkt bezeichnet. Das Flächenverzeichnis Weser betitelt das Gewässer der GKZ 48282 mit „Mittelgraben im Oberlauf Großer Graben und Lange Welle“ und weist ihm ein Einzugsgebiet von 61,92 m² zu. Die Angaben in der Infobox stammen aus dem sogenannten C-Bericht der Bundesländer an die Europäische Gemeinschaft im Rahmen der EG-Wasserrahmenrichtlinie, in dem das Gewässer als „Lange Welle (Mittelgraben)“ bezeichnet wird. Für die Gewässerüberwachung durch den zuständigen Landesbetrieb wird die Lange Welle mit Großem Graben und Mittelgraben unter der Wasserkörper-Nummer 15056 geführt.

### Gewässerqualität
In der aktuellen Bewertungsübersicht des überwachenden Landesbetriebs wird die Lange Welle als „erheblich verändertes Fließgewässer“ mit „unbefriedigendem Potenzial“ eingestuft. Grund hierfür sind sicherlich der geradlinige, ausgebaute und kanalartige Verlauf sowie die naturferne Ufergestaltung mit bis zur Böschung heranreichenden Äckern. Laut Gütebericht von 2002 wird die Wasserqualität im Wesentlichen durch den Ablauf der Kläranlage Helmstedt in den Mühlengraben beeinflusst.